# Pindara illibata
Pindara illibata är en fjärilsart som beskrevs av Fabricius 1775. Pindara illibata ingår i släktet Pindara och familjen nattflyn. Inga underarter finns listade i Catalogue of Life.

## Bildgalleri

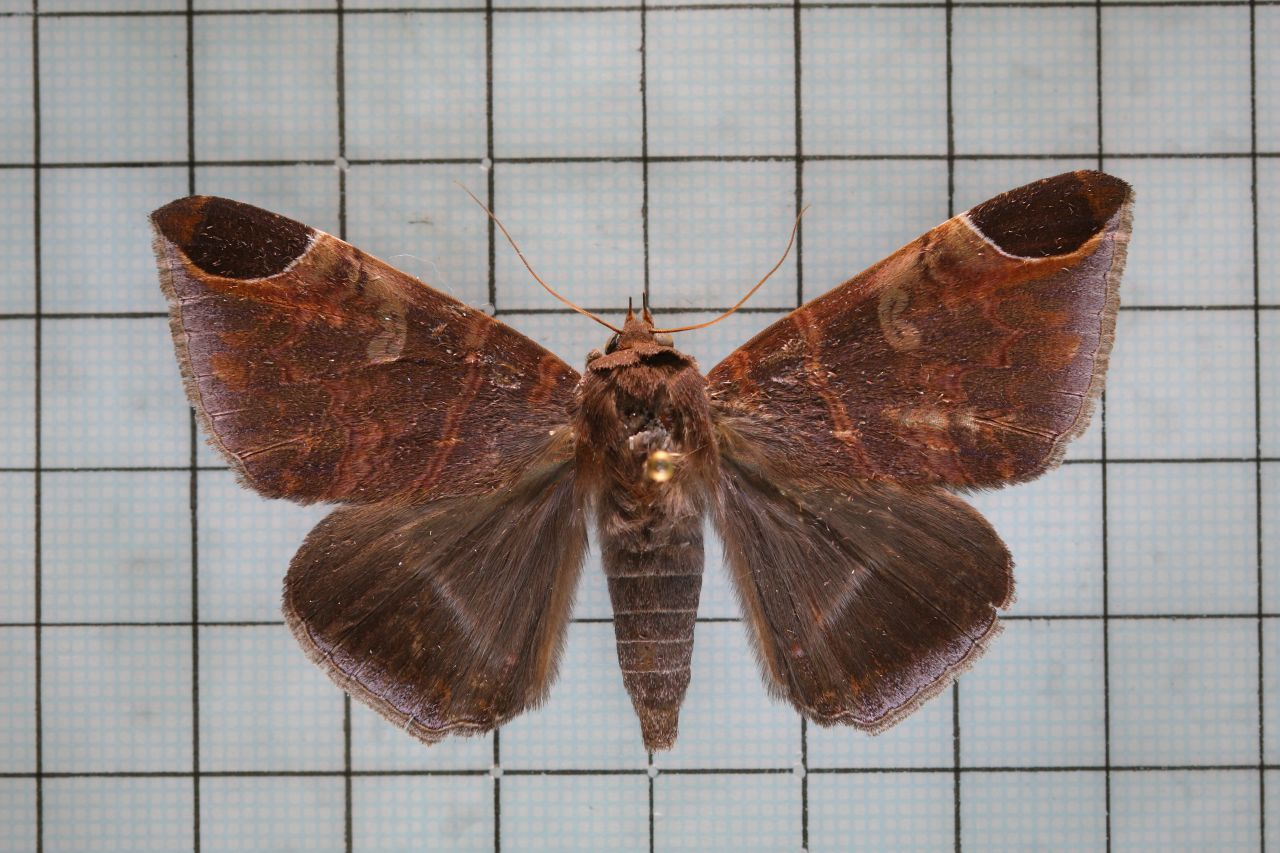
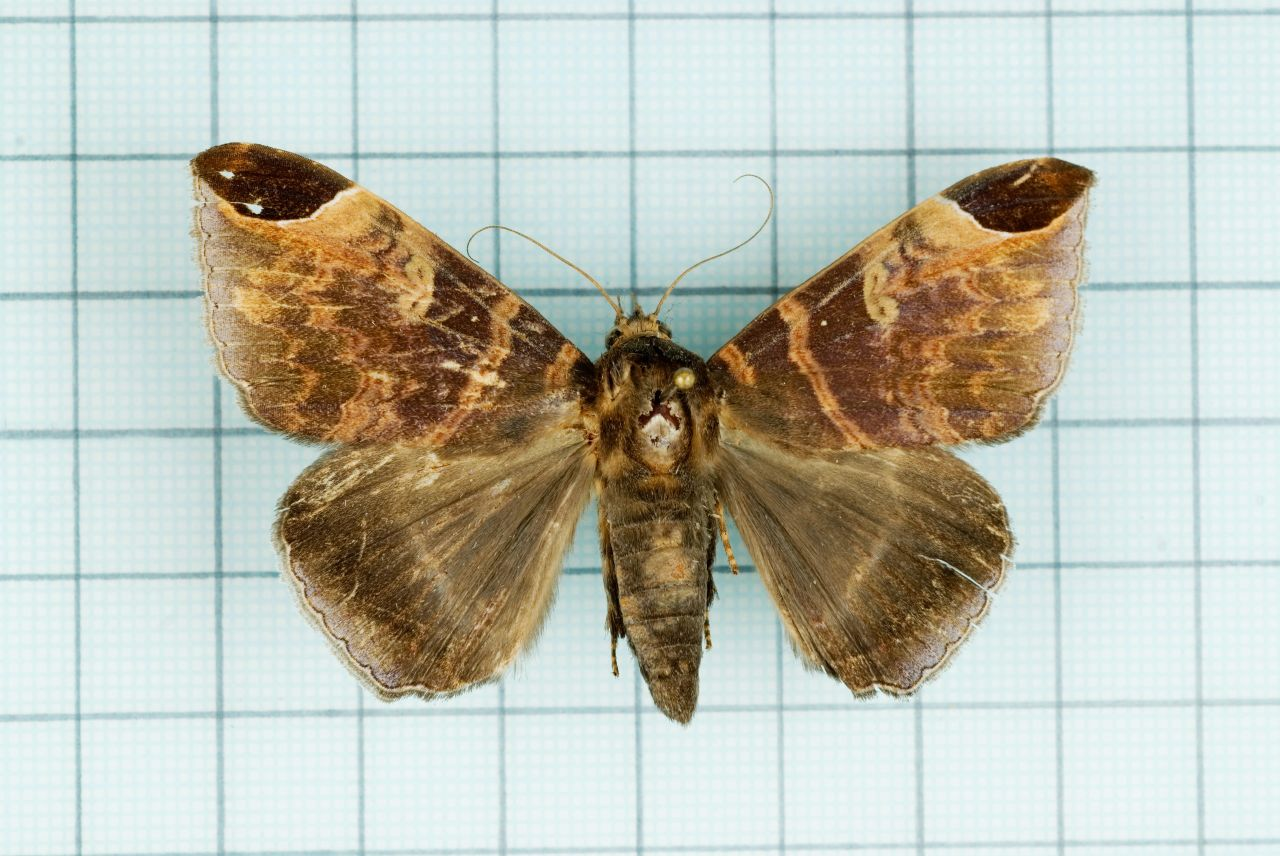